# Manjeng
Manjeng is een bestuurslaag in het regentschap Aceh Barat van de provincie Atjeh, Indonesië. Manjeng telt 506 inwoners (volkstelling 2010).